# Friden

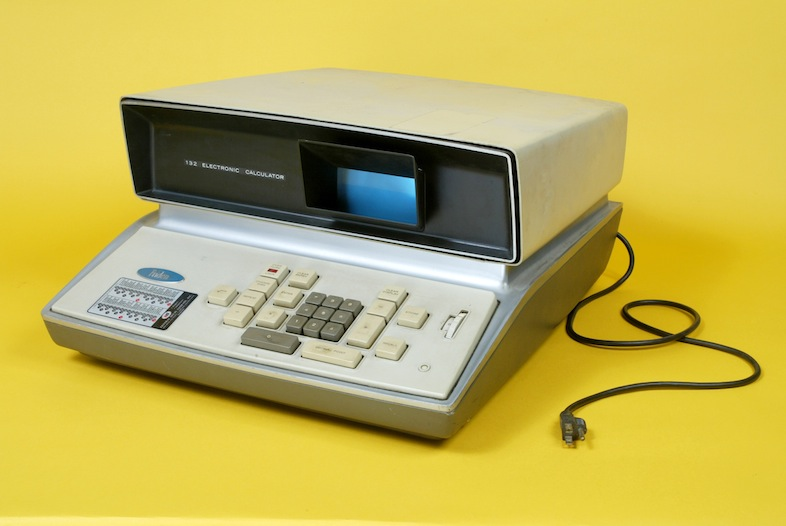
Das Friden Modell 132, das ab 1965 angeboten wurde

Friden, Inc. war ein US-amerikanischer Hersteller von Schreib- und Rechenmaschinen. 
Die Friden Calculating Machine Company wurde im Januar 1934 durch den schwedischstämmigen Erfinder Carl Friden gegründet. Das erste Produkt des Unternehmens war eine elektromechanische Rechenmaschine, die von Carl Friden entwickelt worden war und sogleich wirtschaftlichen Erfolg hatte. Während der Kriegsproduktion zur Zeit des Zweiten Weltkriegs fertigte man unter anderem Fluginstrumente und Zünder für Sprengbomben. Der Unternehmensgründer Carl Friden starb 1945 im Alter von 54 Jahren an einer Krebserkrankung.
Im Jahr 1956 übernahm Friden die Commercial Controls Corporation aus Rochester, einen Hersteller von Schreibautomaten. Unter dem Namen Friden Flexowriter wurde ein lochstreifengesteuerter Schreibautomat vertrieben, der zur automatisierten Erstellung einer großen Anzahl identischer Schriften geeignet war. Unter den Nutzern waren auch die US-Streitkräfte, die die Maschine nutzten, um automatisch Benachrichtigungen für die Angehörigen gefallener Soldaten anzufertigen.
Ein Durchbruch in der Entwicklung vollelektronischer Rechenmaschinen gelang dem Unternehmen 1963, als eine Rechenmaschine des Modells 130 vorgestellt wurde. Zwar waren vollelektronische Rechenmaschinen bereits seit 1962 erhältlich, diese nutzten jedoch noch unpraktische Elektronenröhren, während in der Friden 130 erstmals ausschließlich Transistoren verbaut wurden. Die Friden 130 nutzte die umgekehrte polnische Notation und besaß einen Speicher aus einer magnetostriktiven Verzögerungsleitung. Das Modell 132, das 1965 eingeführt wurde, basierte auf der Friden 130, verfügte jedoch zusätzlich über eine Funktion, die die Quadratwurzel einer Zahl berechnen konnte.
Bereits seit 1963 war Friden eine Tochter des Nähmaschinenherstellers Singer, der den Markennamen bis 1972 nutzte.